# Pornokrati
Pornokrati (av grekiska porne, "sköka" och kratein, "härska"), "skökoregemente", är en term som beskriver påverkan av mätresser på maktutövningen av de härskande.  I synnerhet används termen för påvedömet under första delen av 900-talet under det allmänna förfallet under saeculum obscurum.